# Bawu
Le bawu (chinois simplifié : 巴乌 ; chinois traditionnel : 巴烏 ; pinyin : bāwū) est un instrument à vent chinois.  Bien qu'il ressemble à une flûte, son anche libre le rapproche davantage du mélodica. Originaire du Sud (Yunnan), il s'est répandu dans tout le pays à partir de 1985.

## Facture

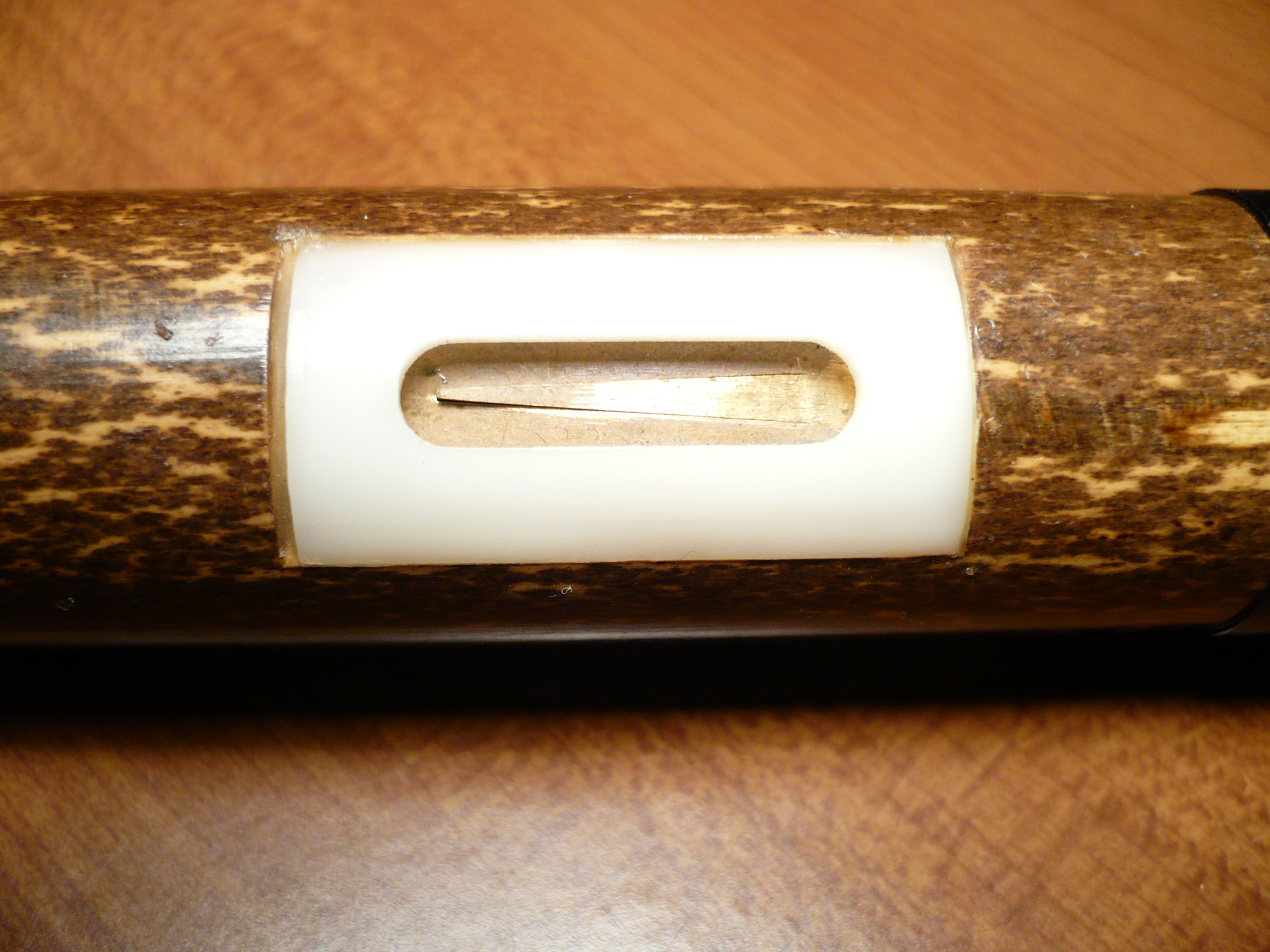
anche libre du bawu

C'est un instrument en bambou joué de manière traversière avec une anche libre en métal sertie dans une pièce d'os qui sert d'embouchure. Il a sept trous de jeu et mesure 60 cm de long. Il est souvent fabriqué avec un joint en liège permettant un emboîtage de deux parties et de faciliter son transport en le déboîtant.

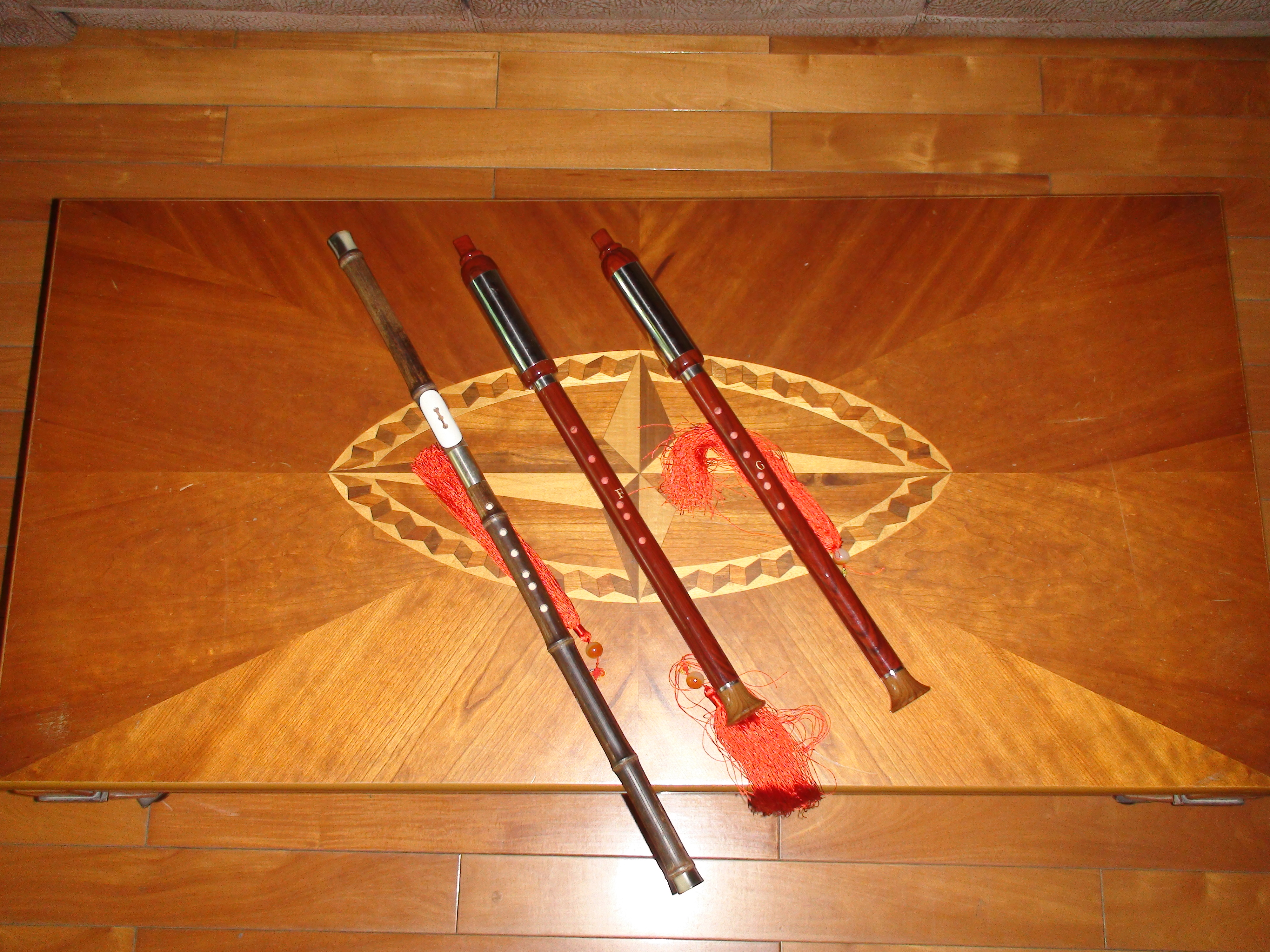
différents types de bawu

Il en existe différentes variantes. Certaines comportent deux tubes parallèles. Il existe également des modèles, toujours appelés bawu, qui sont soufflés à l'extrémité du tube de bambou, et non de manière traversière. Ils ont dans ce cas un renflement métallique.

## Jeu
Le jeu est très ornementé et plutôt en solo. On peut l'entendre aussi dans certains films[réf. nécessaire].